# Georges Vitaly
Georges Vitaly (15 de enero de 1917 - 2 de enero de 2007) fue un actor y director teatral de nacionalidad francesa y origen ucraniano. 

## Biografía
Su verdadero nombre era Vitali Garcouchenko, y nació en Simferópol, Ucrania (en aquella época parte del Imperio ruso). Hijo de emigrantes huidos de la revolución rusa, se formó como actor a partir de 1934. En 1947 empezó a actuar con jóvenes compañías, representando Le Mal court, de Jacques Audiberti, actuando junto a Suzanne Flon.
Fundó en 1947 el Teatro de la Huchette que dirigió hasta 1952, asumiendo desde 1954 a 1970 la dirección del Teatro La Bruyère de París. Entre 1970 y 1975 dirigió la Casa de la Cultura de Nantes.
Georges Vitaly falleció en París, Francia, en 2007. Había estado casado con la actriz Monique Delaroche. 
En 2002 se le concedió el Premio del Brigadier de honor en reconocimiento al conjunto de su carrera artística.

## Filmografía

### Cine
- 1959 : La Nuit des espions, de Robert Hossein
- 1960 : Les Canailles, de Maurice Labro
- 1964 : L'Enfer, de Henri-Georges Clouzot (inacabada)

### Televisión
- 1970 : La Hobereaute, de Jacques Audiberti, escenografía de Georges Vitaly, en diferido desde el Hôtel de Sully dentro del Festival du Marais, con dirección de Philippe Laïk
- 1970 : Les Caprices de Marianne, de Alfred de Musset, dirección
- 1981 : Le Petit Théâtre d'Antenne 2 : Un dirigeable ensorcelé, de André Halimi, dirección

### Au théâtre ce soir
Escenografía
- 1970 : Cherchez le corps, Mister Blake, de Frank Launder, Sidney Gilliat ; dirección de Pierre Sabbagh, Teatro Marigny
- 1976 : La Sainte Famille, de André Roussin, dirección de Pierre Sabbagh, Teatro Édouard VII
- 1976 : Le monsieur qui attend, de Emlyn Williams, dirección de Pierre Sabbagh, Teatro Édouard VII
- 1977 : Appelez-moi maître, de Gabriel Arout, dirección de Pierre Sabbagh, Teatro Marigny
- 1978 : Une femme trop honnête, de Armand Salacrou, dirección de Pierre Sabbagh, Teatro Marigny
- 1979 : Good Bye Charlie, de George Axelrod, adaptación de Pierre Barillet y Jean-Pierre Grédy, dirección de Pierre Sabbagh, Teatro Marigny
- 1980 : La Claque, de André Roussin, dirección de Pierre Sabbagh, Teatro Marigny
- 1981 : La Quadrature du cercle, de Valentin Kataïev, dirección de Pierre Sabbagh, Teatro Marigny
- 1984 : Un parfum de miel, de Eric Westphal, dirección de Pierre Sabbagh, Teatro Marigny
- 1984 : Pomme, pomme, pomme, de Jacques Audiberti, dirección de Pierre Sabbagh, Teatro Marigny

## Teatro

### Actor
- 1944 : Hyménée, de Nicolás Gogol, escenografía de Pierre Valde, Théâtre du Vieux-Colombier
- 1945 : Calígula, de Albert Camus, escenografía de Paul Œttly, Teatro Hébertot
- 1947 : Le Mal court, de Jacques Audiberti, escenografía de Georges Vitaly, Teatro Charles de Rochefort, Teatro de Poche Montparnasse
- 1947 : Les Amants de Noël, de Pierre Barillet, escenografía de Pierre Valde, Teatro de Poche Montparnasse
- 1948 : La Fête noire, de Jacques Audiberti, escenografía de Georges Vitaly, Teatro de la Huchette
- 1949 : La Quadrature du cercle, de Valentin Kataiev, escenografía de Georges Vitaly, Teatro de la Huchette
- 1951 : Monsieur Bob'le, de Georges Schehadé, escenografía de Georges Vitaly, Teatro de la Huchette
- 1960 : L'Homme à l'ombrelle blanche, de Charles Charras, escenografía de Georges Vitaly, Teatro Poche Montparnasse

### Director
- 1945 : La Cinquantaine, de Georges Courteline, L’Anniversaire de la fondation y La boda, de Antón Chéjov, Teatro de Poche Montparnasse
- 1946 : Les Pères ennemis, de Charles Vildrac, Teatro Édouard VII
- 1947 : Le Mal court, de Jacques Audiberti, Teatro Charles de Rochefort, Teatro de Poche Montparnasse, Teatro de los Campos Elíseos, Teatro des Noctambules
- 1947 : Les Épiphanies, de Henri Pichette, Teatro des Noctambules
- 1948 : Le Sang clos, de René Maurice Picard, Teatro de la Huchette
- 1948 : La Fête noire, de Jacques Audiberti, Teatro de la Huchette
- 1949 : Les Indifférents, de Odilon-Jean Périer, Teatro de la Huchette
- 1949 : Les Taureaux, de Alexandre Arnoux, Teatro de la Huchette
- 1949 : La Quadrature du cercle, de Valentin Kataiev, Teatro de la Huchette
- 1950 : Pépita, de Henri Fontenille y Maurice Chevit, Teatro de la Huchette
- 1950 : Pucelle, de Jacques Audiberti, Teatro de la Huchette
- 1951 : La Belle Rombière, de Jean Clervers y Guillaume Hanoteau, Teatro de la Huchette, Teatro de l'Œuvre
- 1951 : Edmée, de Pierre-Aristide Bréal, Teatro de la Huchette
- 1951 : Monsieur Bob'le, de Georges Schehadé, Teatro de la Huchette
- 1952 : Médée, de Robinson Jeffers, Teatro Montparnasse
- 1952 : Les Taureaux, de Alexandre Arnoux, Teatro Montparnasse
- 1952 : La Petite Femme de Loth, de Tristan Bernard, Teatro Montparnasse
- 1952 : La Puce à l'oreille, de Georges Feydeau, Teatro Montparnasse
- 1952 : La Farce des ténébreux, de Michel de Ghelderode, Grand-Guignol
- 1952 : Les Barbes nobles, de André Roussin, Grand-Guignol
- 1953 : La Délaissée, de Max Maurey,
- 1953 : Crime parfait, de Frederick Knott, Teatro des Ambassadeurs
- 1953 : Du plomb pour ces demoiselles, de Frédéric Dard, Grand-Guignol
- 1953 : L'Énigme de la chauve-souris, de Mary Roberts Rinehart, Grand-Guignol
- 1953 : Les Naturels du Bordelais, de Jacques Audiberti, Teatro La Bruyère
- 1953 : La Danseuse et le comédien, de Claude Schnerb, Teatro La Bruyère
- 1954 : La Puce à l'oreille, de Georges Feydeau, Teatro des Célestins
- 1954 : Crime parfait, de Frederick Knott, Teatro del Ambigu-Comique
- 1954 : Les Mystères de Paris, de Albert Vidalie a partir de Eugène Sue, Teatro La Bruyère
- 1954 : Si jamais je te pince !..., de Eugène Labiche, Teatro La Bruyère
- 1955 : Lady 213, de Jean Guitton, Teatro de la Madeleine
- 1955 : Doit-on le dire ?, de Eugène Labiche, Teatro La Bruyère
- 1955 : Un cas intéressant, de Dino Buzatti, adaptación de Albert Camus, Teatro La Bruyère
- 1955 : Monsieur et Mesdames Kluck, de Germaine Lefrancq, Teatro La Bruyère
- 1955 : Le Mal court, de Jacques Audiberti, Teatro La Bruyère
- 1955 : Ce diable d'ange, de Pierre Destailles y Charles Michel, Comédie Wagram
- 1956 : Le Prince endormi, de Terence Rattigan, Teatro de la Madeleine
- 1957 : Une femme trop honnête, de Armand Salacrou, Teatro Édouard VII
- 1957 : La Petite Femme de Loth, de Tristan Bernard, Teatro La Bruyère
- 1957 : Hibernatus, de Jean Bernard-Luc, Théâtre de l'Athénée
- 1957 : La fierecilla domada, de William Shakespeare, Théâtre de l'Athénée
- 1957 : La terre est basse, de Alfred Adam, Teatro La Bruyère
- 1957 : Les Taureaux, de Alexandre Arnoux, Teatro La Bruyère
- 1958 : Le Ouallou, de Jacques Audiberti, Teatro La Bruyère
- 1958 : Le Chinois, de Pierre Barillet y Jean-Pierre Grédy, Teatro La Bruyère
- 1958 : Don Juan, de Henry de Montherlant, Théâtre de l'Athénée
- 1958 : El sistema Ribadier, de Georges Feydeau, Teatro La Bruyère
- 1958 : Le Serment d'Horace, de Henry Murger, Teatro La Bruyère
- 1958 : La Petite Femme de Loth, de Tristan Bernard, Teatro La Bruyère
- 1959 : L'Effet Glapion, de Jacques Audiberti, Teatro La Bruyère
- 1959 : Edmée, de Pierre-Aristide Bréal, Teatro La Bruyère
- 1960 : Le Mariage de Monsieur Mississippi, de Friedrich Dürrenmatt, Teatro La Bruyère
- 1960 : L'Homme à l'ombrelle blanche, de Charles Charras, Teatro Poche Montparnasse
- 1961 : Monsieur chasse !, de Georges Feydeau, Teatro La Bruyère
- 1961 : Le Rêveur, de Jean Vauthier, Teatro La Bruyère
- 1962 : Frank V, de Friedrich Dürrenmatt, Teatro Nacional de Bélgica
- 1962 : Irma la douce, de Alexandre Breffort y Marguerite Monnot, Países Bajos
- 1962 : Catharsis, de Michel Parent, Festival des nuits de Bourgogne Dijon
- 1962 : Pomme, pomme, pomme, de Jacques Audiberti, Teatro La Bruyère
- 1962 : La Queue du diable, de Yves Jamiaque, Teatro La Bruyère
- 1962 : Cherchez le corps, Mister Blake, de Frank Launder y Sidney Gilliat, Teatro La Bruyère
- 1963 : Les Passions contraires, de Georges Soria, Teatro La Bruyère
- 1963 : Le Mal court, de Jacques Audiberti, Teatro La Bruyère
- 1963 : Les Rustres, de Carlo Goldoni, Países Bajos
- 1964 : 2+2=2, de Staf Knop, Teatro La Bruyère
- 1964 : Marie Stuart, de Friedrich von Schiller, Festival des nuits de Bourgogne
- 1965 : El Greco, de Luc Vilsen, Théâtre du Vieux-Colombier
- 1966 : Le Mal court, de Jacques Audiberti, Tréteaux de France
- 1966 : Eris, de Lee Falk, Teatro La Bruyère
- 1966 : El Gran Ceremonial, de Fernando Arrabal, Teatro des Mathurins
- 1966 : Mêlées et démêlées, de Eugène Ionesco, Teatro La Bruyère
- 1966 : La Fête noire, de Jacques Audiberti, Festival du Marais Palacio de Sully, Teatro La Bruyère
- 1967 : Un parfum de fleurs, de James Saunders, Teatro La Bruyère
- 1967 : Les Caprices de Marianne, de Alfred de Musset, Festival des Nuits de Bourgogne, Festival du Languedoc
- 1968 : Quoat-Quoat, de Jacques Audiberti, Teatro La Bruyère
- 1968 : Le Mal court, de Jacques Audiberti, Tréteaux de France, gira por Oriente Medio, Egipto, Líbano, Turquía)
- 1969 : Guerre et paix au café Sneffle, de Rémo Forlani, Teatro La Bruyère
- 1969 : La Fête noire, de Jacques Audiberti, Teatro La Bruyère
- 1969 : La Hobereaute, de Jacques Audiberti, Palacio de Sully
- 1970 : Des pommes pour Ève, de Gabriel Arout, Teatro La Bruyère
- 1970 : Calígula, de Albert Camus, Teatro La Bruyère, Teatro Graslin
- 1970 : Der aufhaltsame Aufstieg des Arturo Ui, de Bertolt Brecht, Casa de la Cultura de Nantes
- 1971 : La Logeuse, de Jacques Audiberti, Teatro La Bruyère
- 1971 : Vézelay la colline éternelle, sonido y luz, texto de Maurice Druon
- 1972 : L'Ingénu d'Auteuil, de Jean Le Marois, Teatro La Bruyère
- 1972 : Los hermanos Karamazov, de Fiodor Dostoyevski, Teatro Graslin
- 1973 : Série blême, de Boris Vian, Teatro de Boulogne-Billancourt
- 1973 : Le Dernier des métiers, de Boris Vian, Casa de la Cultura de Nantes
- 1974 : Le Barbier de Séville, de Pierre-Augustin Caron de Beaumarchais, Casa de la Cultura de Nantes
- 1975 : Deux sur la Tamise, de Sophie Darbon, Teatro La Bruyère
- 1978 : Punk et Punk et Colégram, de Fernando Arrabal, Teatro du Lucernaire
- 1979 : La Baignoire, de Victor Haïm, Teatro du Lucernaire
- 1979 : Série blême, de Boris Vian, Teatro du Lucernaire
- 1980 : Juin 40, de Pierre Bourgeade, Teatro du Lucernaire
- 1981 : Le Merveilleux Complet couleur glace à la noix de coco,  de Ray Bradbury, Chateauvallon
- 1981 : Faut pas faire cela tout seul, David Mathel, de Serge Ganzl, Teatro du Lucernaire
- 1981 : Le Roi des balcons, de Jean-Jacques Varoujean, Teatro du Coupe-Chou Beaubourg
- 1982 : Un parfum de miel, de Eric Westphal, Teatro du Lucernaire
- 1982 : Le Mal court, de Jacques Audiberti, Théâtre du Tourtour
- 1984 : Ubu enchaîné, de Alfred Jarry, Teatro du Lucernaire
- 1985 : La Fête noire, de Jacques Audiberti, Teatro du Lucernaire
- 1986 : Le Mal court, de Jacques Audiberti, Teatro Mouffetard]]
- 1989 : Dialogues d'exilés, de Bertolt Brecht, Teatro du Lucernaire
- 1989 : Le Dépôt des locomotives, de Michel Diaz, Teatro Mouffetard
- 1991 : Les Patients, de Jacques Audiberti, Petit Montparnasse
- 1991 : Amours et jalousies, de Molière, casa Armande Béjart Meudon
- 1995 : La Société des Alloqués, de Guy Foissy, Teatro du Lucernaire